# The Ghost of Cain
The Ghost of Cain är ett musikalbum av den rockgruppen New Model Army som släpptes 1986. Skivan är bandets tredje fullängdsalbum. Skivan innehåller bland annat protestsången "51st State" vilken handlar om Englands lydnat gentemot USA under Margaret Thatchers styre. Albumet släpptes av det brittiska skivbolaget EMI.

## Låtlista
1. "The Hunt" - 4:12
2. "Lights Go Out" - 3:58
3. "51st State" - 2:38
4. "All of This" - 3:33
5. "Poison Street" - 3:07
6. "Western Dream" - 3:53
7. "Love Songs" - 3:04
8. "Heroes" - 4:05
9. "Ballad" - 3:57
10. "Master Race" - 3:00